# 中华浸会神学院
中华浸会神学院是中国20世纪一所基督教神学院，由美南浸信会主办。
中华浸会神学院的前身为上海浸会神道学院，由美南浸信会和美北浸礼会创办于1901年，初设于上海虹口北四川路溧阳路口。1912年神道学院并入上海浸会大学（4年后改称沪江大学）。1929年神学院又与大学脱离，名为沪江浸会神学院。1934年沪江神学院停办，美北浸礼会改而参与合办金陵神学院。
1939年，美南浸信会在开封开办中华浸会神学院。1941年，神学院迁至上海。不久因太平洋战争爆发停办。1946年，中华浸会神学院在上海北宝兴路浸会庄复校。
1952年夏，中华浸会神学并入南京金陵协和神学院。